# No-ciutadans (Letònia)

Escut de Letònia

Els No-ciutadans són persones de Letònia que no tenen la ciutadania d'aquest país ni de cap altre, però que gaudeixen de certs drets d'acord amb la llei letona, com l'emissió d'un passaport especial. Aproximadament dos terços són ètnicament russos, ciutadans de l'antiga Unió Soviètica que van anar a viure a l'aleshores República Socialista Soviètica de Letònia. Encara que sovint s'assimila aquests ciutadans amb els apàtrides, diferents fonts afirmen que l'estatus que se'ls hi confereix tant a Letònia com a Estònia és únic i no havia existit prèviament en el dret internacional.
Alguns d'aquests ciutadans poden accedir a la nacionalitat letona si compleixen certs requisits, i els fills d'aquests que hagin nascut després de la independència de Letònia (21 d'agost de 1991) tenen dret a tenir-la si ho sol·licita almenys un dels pares.

## Demografia
| \| Ciutadania dels residents a Letònia (Gener de 2013)[3] \| Ciutadania dels residents a Letònia (Gener de 2013)[3] \| Ciutadania dels residents a Letònia (Gener de 2013)[3] \| Ciutadania dels residents a Letònia (Gener de 2013)[3] \| Ciutadania dels residents a Letònia (Gener de 2013)[3] \| \| ------------------------------------------------------ \| ------------------------------------------------------ \| ------------------------------------------------------ \| ------------------------------------------------------ \| ------------------------------------------------------ \| \| \| \| \| \| \| \| Ciutadans de Letònia (1.837.206) \| Ciutadans de Letònia (1.837.206) \| \| 83.4% \| 83.4% \| \| No-ciutadans (297.883) \| No-ciutadans (297.883) \| \| 13.5% \| 13.5% \| \| Ciutadans d'altres estats (65.828) \| Ciutadans d'altres estats (65.828) \| \| 3.0% \| 3.0% \| \| Altres (279) \| Altres (279) \| \| 0.0% \| 0.0% \| |                                    |  |       |       |
| Ciutadania dels residents a Letònia (Gener de 2013) |                                    |  |       |       |
| |                                    |  |       |       |
| Ciutadans de Letònia (1.837.206) | Ciutadans de Letònia (1.837.206)   |  | 83.4% | 83.4% |
| No-ciutadans (297.883) | No-ciutadans (297.883)             |  | 13.5% | 13.5% |
| Ciutadans d'altres estats (65.828) | Ciutadans d'altres estats (65.828) |  | 3.0%  | 3.0%  |
| Altres (279) | Altres (279)                       |  | 0.0%  | 0.0%  |

## Estatus
Segons la llei es tracta de: ⁣
| « | (anglès) Citizens of the former USSR (..) who reside in the Republic of Latvia as well as who are in temporary absence and their children who simultaneously comply with the following conditions: 1)on 1 July 1992 they were registered in the territory of Latvia regardless of the status of the living space indicated in the registration of residence, or up to 1 July 1992 their last registered place of residence was in the Republic of Latvia, or it has been determined by a court judgment that they have resided in the territory of Latvia for 10 consecutive years until the referred to date; 2)they are not citizens of Latvia 3) they are not and have not been citizens of another state." as well as "children of [the aforementioned] if both of their parents were non-citizens at the time of the birth of the children or one of the parents is a non-citizen, but the other is a stateless person or is unknown, or in accordance with mutual agreement of the parents, if one of the parents is a non-citizen, but the other – a citizen of other country | (català) Ciutadans de l'antiga Unió Soviètica (..) que resideixen a la República de Letònia, a més d'aquells que estan temporalment separats dels seus fills i que compleixen amb totes les següents condicions: 1) L'1 de juliol de 1991 estaven registrats en el territori de Letònia independentment de l'estatus de la residència indicat en el registre, o fins a l'1 de juliol de 1992 el seu darrer lloc de residència era a la República de Letònia o ha estat determinat per un jutge que residien en el territori de Letònia durant almenys 10 anys fins a la data referida 2)no son ciutadans de Letònia 3)no son ni han estat ciutadans de cap altre estat, a més a més dels fills dels mencionats si els seus dos pares son no-ciutadans en el moment del naixement del fill o si un dels dos pares és un no-ciutadà i l'altre és un apàtrida o, segons acord dels pares, si un d'ells és no-ciutadà i l'altre és ciutadà d'un altre país. | » |
| — Llei per al status dels ciutadans de l'antiga Unió Soviètica que no tenen la ciutadania Letonia ni de cap altre Estat. (Seccions 1 i 8) | | |   |